# Filharmónia Magyarország Nkft.
A Filharmónia Magyarország Nkft. Magyarország egyik jelentős komolyzenei hangversenyszervező és fesztiválrendező cége.

## Előzmények
A magyar zenei életben 1952 óta fogalomként él a Filharmónia mint hangversenyrendező szervezet. A Filharmónia az elmúlt több mint 60 évben számos átnevezésen, átszervezésen és átalakuláson ment át, az eredeti Országos Filharmónia jogutódja az 1998 januárjában megalakult Nemzeti Filharmonikus Zenekar, Énekkar és Kottatár lett.

## Jelen

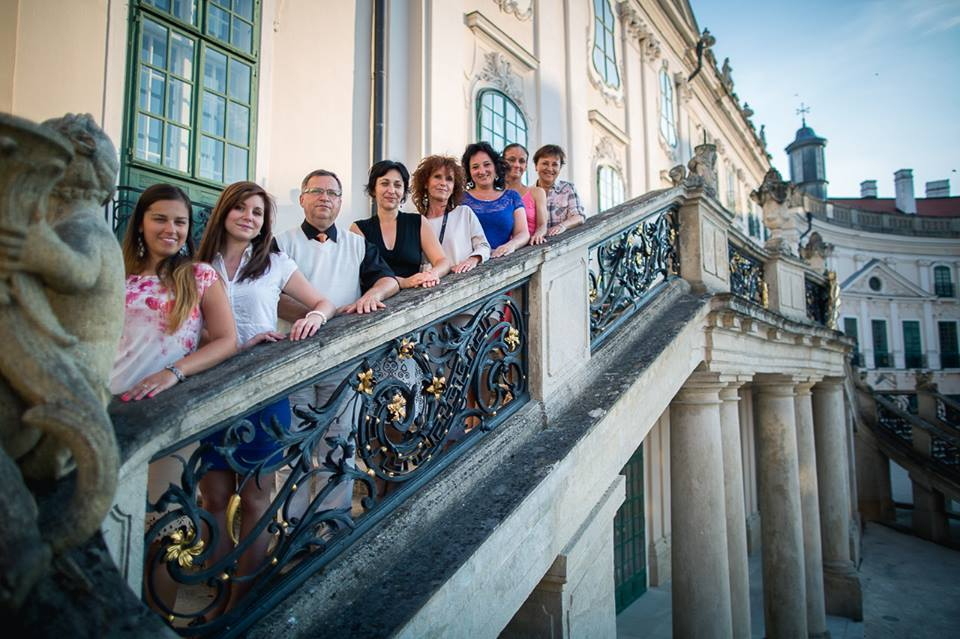
A 2014-es Régi Zenei Napok szervezői

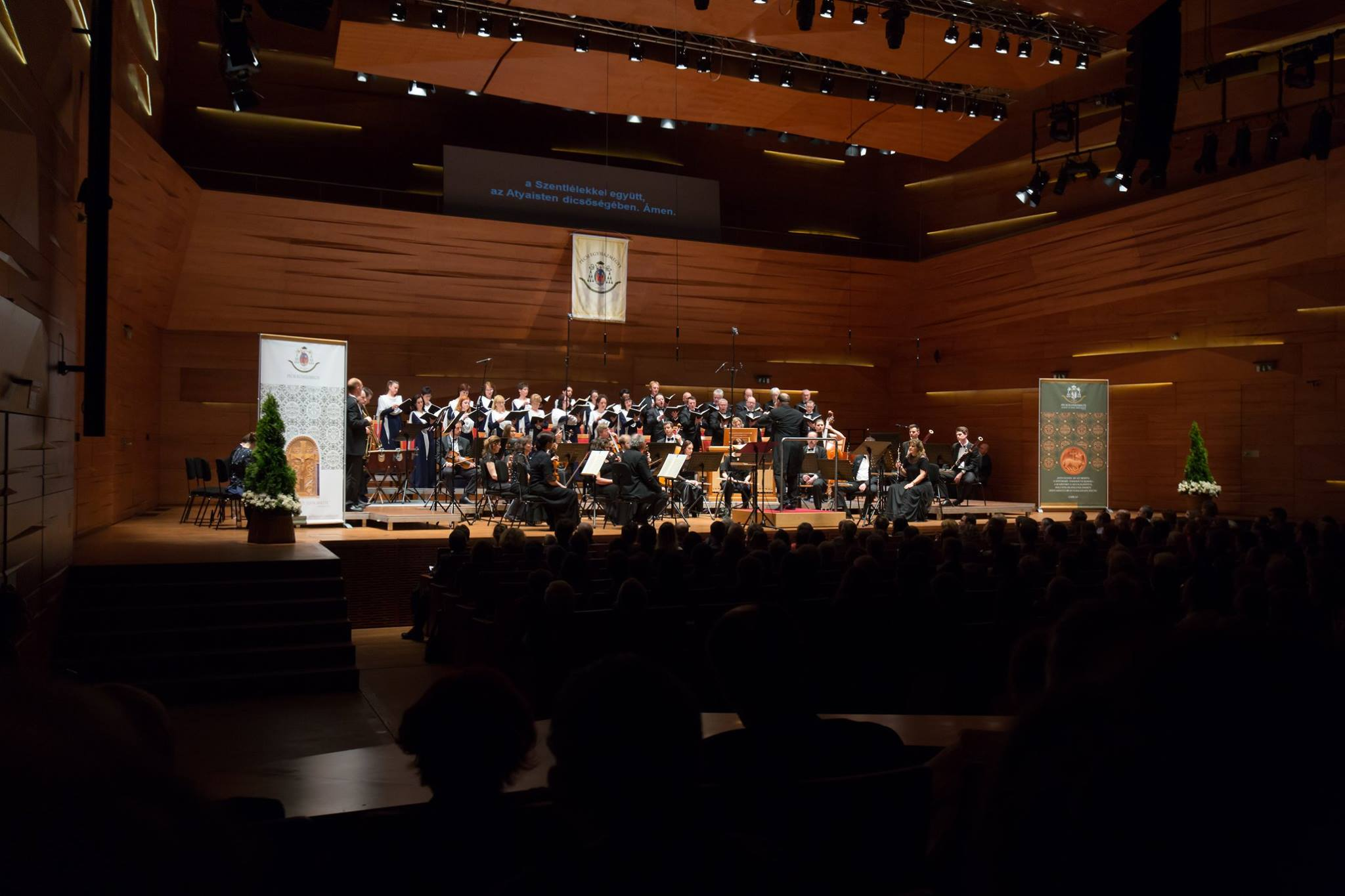
A Filharmónia Magyarország Nkft. egyik rendezvénye a Kodály Központban

A 2013 júniusában alapított Filharmónia Magyarország Koncert- és Rendezvényszervező Nonprofit Kft. (alapító dokumentumaiban Filharmónia Magyarország Koncert és Rendezvényszervező Nonprofit Kft.)  három területi Filharmónia összevonásával jött létre.
Az összevont szervezet központja a decentralizáció szellemében Pécsre, a Zsolnay Kulturális Negyedbe került, de vannak területi irodái Békéscsabán, Budapesten, Győrben, Miskolcon és Szegeden is.
A Filharmónia Nkft. nemzetközi hírű zenekarok, kórusok és szólisták közreműködésével évente több száz koncertet rendez az ország egész területén. Számos új zenei sorozat elindítása mellett minden évben több jelentős fesztivál megrendezése (többek között a nagy múltú Régi Zenei Napok mesterkurzus Fertődön, a Bartók Fesztivál Szombathelyen, és a Zeneszüret Pécsett), és nemzetközi zenei versenyek (pl. Karmesterverseny) megszervezése kötődik a nevükhöz. Az ifjúsági hangversenysorozatokkal évente 280.000 iskolás korú gyermeket érnek el.

## Céginformációk
A Filharmónia Magyarország Nkft. állami vállalat, tulajdonosi jogait a kormány az Emberi Erőforrások Minisztériumán keresztül gyakorolja.
A cég ügyvezetésére határozott időre Szamosi Szabolcs orgonaművészt, a Pécsi bazilika korábbi orgonistáját nevezték ki.
A Filharmónia Magyarország Nkft. jegyzett tőkéje ötmillió forint, jegyértékesítésből származó bevétele 2014-ben 230 millió, 2015-ben 257 millió, 2016-ban 271 millió forint volt.

## Külső hivatkozások
- A Régi Zenei Napok mesterkurzus WEB-oldala. Filharmónia Magyarország Nkft., 2017. (Hozzáférés: 2017. február 28.)
- A Bartók Fesztivál WEB-oldala. Filharmónia Magyarország Nkft., 2017. (Hozzáférés: 2017. február 28.)
- A Zeneszüret WEB-oldala. Filharmónia Magyarország Nkft., 2016. [2017. május 28-i dátummal az eredetiből archiválva]. (Hozzáférés: 2017. február 28.)